# جوینیان
جوینیان (لاتین: Iovinianus) یکی از مخالفان ریاضت‌طلبی مسیحیت در قرن چهارم بود و به دلیل دیدگاه‌های ضد زاهدانه‌اش در شورای کلیسا که در رم به رهبری پاپ سیریسیوس و در میلان توسط امبروس در سال ۳۹۳ تشکیل شد، به عنوان بدعت گذار محکوم شد. اطلاعات ما در مورد او عمدتاً از آثار جروم در دو کتاب به نام تقابل جوینیانوس (Adversus Jovinianum) نشات می‌گیرد. جروم از او به عنوان «اپیکور مسیحیت» یاد کرده‌است. او اهل کردوئنه، در ترکیه کنونی بود. جان هنری نیومن اریوس از سباست و جوینیان و ویجیلانشس را پیشگامان پروتستانتیسم خواند و آنها را به "مارتین لوتر، ژان کالون و اولریش تسوینگلی " تشبیه کرد. پروتستان‌های دیگر نیز جوینیان را به عنوان یک اصلاح طلب اولیه تحسین می‌کنند یا حتی او را به عنوان "اولین پروتستان" می‌دانند. آموزه‌های جوینیان در رم و میلان مورد حمایت مردمی زیادی قرار گرفت و پیروانش، سارماتیو و بارباتیانوس پس از اخراج جوینیان همچنان به موعظه عقاید او ادامه دادند.